# Карим Эль-Керем
Карим Эль-Керем (исп. Karim El-Kerem) —  американский актёр, который родился в  Нью-Йорке 2 ноября 1987 года, в многонациональной семье — мать испанка, а отец египтянин. Как актёр, известен в Европе, США и Латинской Америке, в первую очередь участвуя в телесериалах этих стран, таких как «Физика или химия», «Королева Юга» и таких фильмах, как «Нет мира для нечестивых».

## Биография
Полное имя Карим Хавьер Эль-Керем Антон. Рост актёра 1,85.
Он стал известен снимаясь в испанском сериале «Физика или химия» Antena 3, где он сыграл роль Исаака, студента, который влюблён в своего
преподавателя Ирене (Бланка Ромеро). В течение первых 2 сезонов их связь играет весьма важную роль в сюжете. Серия о смерти Исаака отмечена рекордным просмотром аудитории (22,1% зрителей), показатель, который, никогда не был преодолён ни в одном из сезонов в «Физике или химии»..
Он также участвовал в шоу викторине «Pasapalabra» в трех программах в качестве гостя.

## Фильмография
| Год  |   | Русское название       | Оригинальное название            | Роль     |
| ---- | - | ---------------------- | -------------------------------- | -------- |
| 2008 | с | Физика или химия       | Física o química                 | Исаак    |
| 2009 | с | Pasapalabra            | Оригинальное название неизвестно | Камео    |
| 2010 | с | La pecera de Eva       | Оригинальное название неизвестно | Давид    |
| 2011 | с | Королева Юга           | La Reina del Sur                 | Мохаммед |
| 2012 | с | Хрупкость (телесериал) | Frágiles                         | Начо     |